# Lý Tử Thông
Lý Tử Thông (tiếng Trung: 李子通; bính âm: Lǐ Zǐtōng, ? - 622) là một thủ lĩnh nổi dậy sau khi Tùy Dạng Đế bị Vũ Văn Hóa Cập sát hại năm 618. Sau khi Vũ Văn hóa Cập từ bỏ Giang Đô, Lý Tử Thông đã chiếm thành năm 619, xưng đế và lập ra nước Ngô. Năm 620, ông chiến bại trước tướng Đường là Lý Phục Uy, song đã dẫn quân tiến về phía nam và đánh bại một thủ lĩnh nổi dậy khác là Thẩm Pháp Hưng, chiếm được lãnh thổ nay là tỉnh Chiết Giang. Tuy nhiên, vào năm 621, Lý Phục Uy lại tiến công, ông buộc phải đầu hàng. Sau đó, Lý Tử Thông bị giải đến kinh thành Trường An của Đường, song được Đường Cao Tổ miễn tội. Năm 622, do tin tưởng rằng có thể phục quốc, ông đã chạy trốn khỏi Trường An, song đã bị bắt giữ và xử tử.

## Xuất thân
Lý Tử Thông là người quận Đông Hải (東海, nay gần tương ứng với Liên Vân Cảng, Giang Tô). Ông được miêu tả là bần tiện khi còn niên thiếu, sống nhờ vào đánh cá và săn bắn. Khi sống ở thôn xóm, thấy người nhỏ yếu nào mang vác nặng nhọc, ông đều mang giúp họ. Ông có tính hay làm việc thiện mặc dù gia cảnh nghèo túng, song nếu có oán thì ông tất sẽ báo thù.

## Nổi dậy ban đầu
Vào năm 615 hoặc trước đó, Lý Tử Thông gia nhập vào quân nổi dậy của thủ lĩnh Tả Tài Tương (左才相) ở Trường Bạch Sơn (長白山, nay thuộc Tân Châu, Sơn Đông. Khi đó, các thủ lĩnh nổi dậy thường có xu hướng tàn nhẫn, song Lý Tử Thông lại được đánh giá là ân cần và khoan dung, do đó có nhiều người theo ông. Trong vòng nửa năm, ông đã tập hợp được một vạn người. Do Tả Tài Tương bắt đầu đố kỵ và nghi ngờ Lý Tử Thông, Lý Tử Thông đã đem quân rời đi vào năm 615, tiến về phía nam và vượt qua Hoài Hà để hợp quân với Đỗ Phục Uy- một thủ lĩnh nổi dậy khác. Sau đó, Lý Tử Thông cho phục kích nhằm giết chết Đỗ Phục Uy, song Đỗ Phục Uy chỉ bị thương. Lý Tử Thông tiếp theo chiến bại dưới tay tướng Tùy là Lai Chỉnh (來整), ông phải chạy trốn đến Hải Lăng (海陵, nay thuộc Thái Châu, Giang Tô), tập hợp được hai vạn lính và xưng là tướng quân.

## Tranh hùng
Trong vài năm sau đó ông tiếp tục chiếm cứ Hải Lăng. Vào mùa xuân năm 618, Vũ Văn hóa Cập tiến hành binh biến, sát hại Tùy Dạng Đế bị giết tại Giang Đô (江都, nay thuộc Dương Châu, Giang Tô). Sau đó, Vũ Văn hóa Cập dẫn quân rời Giang Đô để tiến về phía bắc, quyền kiểm soát vùng hạ du Trường Giang trở thành vấn đề tranh chấp giữa Đỗ Phục Uy, Thẩm Pháp Hưng và cựu tướng Tùy là Trần Lăng (陳稜). Vào mùa thu năm 619, Lý Tử Thông bao vây Giang Đô- thành này khi đó đang do Trần Lăng chiếm giữ. Trần Lăng cầu viện cả Thẩm Pháp Hưng và Đỗ Phục Uy, Đỗ Phục Uy đã đích thân dẫn quân đến giải vây cho Giang Đô, trong khi Thẩm Pháp Hưng phái con là Thẩm Quan (沈綸) dẫn quân đến. Nghe theo kế của Mao Văn Thâm (毛文深), Lý Tử Thông đã mộ người Giang Nam giả làm binh lính của Thẩm để tiến công quân Đỗ vào ban đêm, Đỗ Phục Uy không nhận ra nên đã phái binh tiến đánh quân Thẩm. Hai đội quân này tiến đánh lẫn nhau, không thể hỗ trợ được cho Trần Lăng nữa, Lý Tử Thông sau đó đã chiếm được Giang Đô, Trần Lăng chạy đến chỗ Phục Uy. Tại Giang Đô, Lý Tử Thông tức vị hoàng đế, đặt quốc hiệu là Ngô, đặt niên hiệu là Minh Chính.
Năm 620, Lý Tử Thông vượt Trường Giang tiến công Thẩm Pháp Hưng- quốc đô tại Bì Lăng (毗陵, nay thuộc Thường Châu, Giang Tô). Lý Tử Thông nhanh chóng chiếm được Kinh Khẩu (京口, nay thuộc Trấn Giang, Giang Tô), và đến khi Thẩm Pháp Hưng phái bộc dạ Tưởng Nguyên Siêu (蔣元超) đi kháng cự, Lý Tử Thông đã đánh bại và giết chết Tưởng Nguyên Siêu. Thẩm Pháp Hưng từ bỏ Bì Lăng và chạy đến Ngô quận (吳郡, nay gần tương ứng với Tô Châu, Giang Tô), Lý Tử Thông do vậy đã đoạt được Bì Lăng, người trấn thủ Đan Dương (丹楊, nay gần tướng ứng với Nam Kinh, Giang Tô) là Lạc Bá Thông (樂伯通) đem dân chúng ra hàng, được Lý Tử Thông phong làm thượng thư tả bộc dạ. Trong khi đó, Đỗ Phục Uy nay đã quy phục triều Đường và được ban họ Lý, ông ta đã phái Phụ Công Thạch, Khám Lăng (闞稜), và Vương Hùng Đản (王雄誕), đi đánh Lý Tử Thông. Các trận chiến thoạt đầu chưa ngã ngũ, song sau đó Lý Tử Thông đã bị đánh bại, và đến khi cạn nguồn lương thực, ông đã phải bỏ Giang Đô để tiến về Kinh Khẩu, sau đó lại bỏ Kinh Khẩu và tiến công Thẩm Pháp Hưng. Thẩm Pháp Hưng tự sát, lãnh thổ nay là tỉnh Chiết Giang rơi vào tay Lý Tử Thông. Lý Tử Thông định đô tại Dư Hàng (餘杭, nay thuộc Hàng Châu, Chiết Giang). Lãnh thổ cũ của Lý Tử Thông, và các lãnh thổ ông chiếm được từ tay Thẩm vào trước đó, bao gồm Đan Dương và Kinh Khẩu, rơi vào tay Lý Phục Uy.

## Bị đánh bại và qua đời
Vào mùa đông năm 621, Lý Phục Uy phái Vương Hùng Đản suất quân đánh Lý Tử Thông. Thoạt đầu, Lý Tử Thông phái tinh binh đến Độc Tùng Lĩnh (獨松嶺, nay thuộc Hồ Châu, Chiết Giang), song sau khi Vương Hùng Đản giả vờ rằng đội quân của mình rất hùng mạnh, Lý Tử Thông đã hoảng sợ và bố trí phòng thủ tại Hàng châu (杭州, nay cũng thuộc Hàng Châu), và bị Vương Hùng Đản đánh bại. Lý Tử Thông đầu hàng, Lý Phục Uy cho giải Lý Tử Thông và Lạc Bá Thông đến kinh thành Trường An của Đường. Đường Cao Tổ đã phóng thích Lý Tử Thông, ban cho nhà ở, năm khoảnh ruộng công, cũng như nhiều lễ vật.
Vào mùa thu năm 622, Lý Phục Uy lo rằng Đường Cao Tổ sẽ nghi ngờ về lòng trung thành của minh nên đã quyết định đến Trường An. Đường Cao Tổ đối đãi tốt với Lý Phục Uy song không cho về. Khi nghe được tin này, Lý Tử Thông nhận định rằng một khi Lý Phục Uy không ở Đan Dương thì khu vực có thể sẽ hỗn loạn, và nếu như ông có thể trở về thì có khả năng sẽ phục được quốc. Do đó, Lý Tử Thông và Lạc Bá Thông chạy trốn khỏi Trường An, song họ bị quan lại địa phương bắt giữ tại Lam Điền quan (藍田關) ở không xa Trường An, và bị xử tử.